# (4382) Stravinsky
(4382) Stravinsky es un asteroide perteneciente al cinturón de asteroides, descubierto el 29 de noviembre de 1989 por Freimut Börngen desde el Observatorio Karl Schwarzschild, en Tautenburg, Alemania.

## Designación y nombre
Designado provisionalmente como 1989 WQ3. Fue nombrado Stravinsky en honor a Ígor Stravinski compositor y director de orquesta ruso.

## Características orbitales
Stravinsky está situado a una distancia media del Sol de 2,541 ua, pudiendo alejarse hasta 3,037 ua y acercarse hasta 2,045 ua. Su excentricidad es 0,195 y la inclinación orbital 6,241 grados. Emplea 1479 días en completar una órbita alrededor del Sol.

## Características físicas
La magnitud absoluta de Stravinsky es 12,4. Tiene 8,746 km de diámetro y su albedo se estima en 0,284. Está asignado al tipo espectral Sa según la clasificación SMASSII.